# Vladimir Pachman
Vladimir Pachman (Bělá pod Bezdězem, 10 aprile 1918 – Praga, 8 agosto 1984) è stato un compositore di scacchi cecoslovacco.
Fratello del GM Luděk Pachman e nipote del problemista Josef Cumpe, cominciò a comporre studi e problemi nel 1934. Da allora ha pubblicato oltre 1.200 lavori, di cui circa 150 studi. Nella composizione di problemi ha ottenuto oltre 100 premiazioni, di cui 50 primi premi, nella composizione di studi 13 primi premi. Era un rappresentante della scuola boema di composizione. Compose per lo più problemi diretti in tre e più mosse e aiutomatti.
Tredici volte vincitore del campionato nazionale di composizione. Giudice internazionale della composizione (1956) e Grande Maestro della composizione (1976).
Dal 1958 al 1964 è stato presidente dell'associazione di composizione della Cecoslovacchia. Dal 1952 al 1965 direttore della rivista « Ceskoslovensky Sach ». Scrisse vari libri, tra cui Problémový šach (1950), Šachová úloha (1953), Vybrané šachové skladby V. Pachmana (1972) e Vybrané šachové skladby (1980).
Di professione era insegnante di filosofia all'Università di Praga. Due sue composizioni:
|   | a | b | c | d | e | f | g | h |   |
| 8 | e8 re del nero · a7 pedone del nero · b7 cavallo del nero · e6 alfiere del nero · e5 alfiere del bianco · b4 re del bianco | e8 re del nero · a7 pedone del nero · b7 cavallo del nero · e6 alfiere del nero · e5 alfiere del bianco · b4 re del bianco | e8 re del nero · a7 pedone del nero · b7 cavallo del nero · e6 alfiere del nero · e5 alfiere del bianco · b4 re del bianco | e8 re del nero · a7 pedone del nero · b7 cavallo del nero · e6 alfiere del nero · e5 alfiere del bianco · b4 re del bianco | e8 re del nero · a7 pedone del nero · b7 cavallo del nero · e6 alfiere del nero · e5 alfiere del bianco · b4 re del bianco | e8 re del nero · a7 pedone del nero · b7 cavallo del nero · e6 alfiere del nero · e5 alfiere del bianco · b4 re del bianco | e8 re del nero · a7 pedone del nero · b7 cavallo del nero · e6 alfiere del nero · e5 alfiere del bianco · b4 re del bianco | e8 re del nero · a7 pedone del nero · b7 cavallo del nero · e6 alfiere del nero · e5 alfiere del bianco · b4 re del bianco | 8 |
| 7 | e8 re del nero · a7 pedone del nero · b7 cavallo del nero · e6 alfiere del nero · e5 alfiere del bianco · b4 re del bianco | e8 re del nero · a7 pedone del nero · b7 cavallo del nero · e6 alfiere del nero · e5 alfiere del bianco · b4 re del bianco | e8 re del nero · a7 pedone del nero · b7 cavallo del nero · e6 alfiere del nero · e5 alfiere del bianco · b4 re del bianco | e8 re del nero · a7 pedone del nero · b7 cavallo del nero · e6 alfiere del nero · e5 alfiere del bianco · b4 re del bianco | e8 re del nero · a7 pedone del nero · b7 cavallo del nero · e6 alfiere del nero · e5 alfiere del bianco · b4 re del bianco | e8 re del nero · a7 pedone del nero · b7 cavallo del nero · e6 alfiere del nero · e5 alfiere del bianco · b4 re del bianco | e8 re del nero · a7 pedone del nero · b7 cavallo del nero · e6 alfiere del nero · e5 alfiere del bianco · b4 re del bianco | e8 re del nero · a7 pedone del nero · b7 cavallo del nero · e6 alfiere del nero · e5 alfiere del bianco · b4 re del bianco | 7 |
| 6 | e8 re del nero · a7 pedone del nero · b7 cavallo del nero · e6 alfiere del nero · e5 alfiere del bianco · b4 re del bianco | e8 re del nero · a7 pedone del nero · b7 cavallo del nero · e6 alfiere del nero · e5 alfiere del bianco · b4 re del bianco | e8 re del nero · a7 pedone del nero · b7 cavallo del nero · e6 alfiere del nero · e5 alfiere del bianco · b4 re del bianco | e8 re del nero · a7 pedone del nero · b7 cavallo del nero · e6 alfiere del nero · e5 alfiere del bianco · b4 re del bianco | e8 re del nero · a7 pedone del nero · b7 cavallo del nero · e6 alfiere del nero · e5 alfiere del bianco · b4 re del bianco | e8 re del nero · a7 pedone del nero · b7 cavallo del nero · e6 alfiere del nero · e5 alfiere del bianco · b4 re del bianco | e8 re del nero · a7 pedone del nero · b7 cavallo del nero · e6 alfiere del nero · e5 alfiere del bianco · b4 re del bianco | e8 re del nero · a7 pedone del nero · b7 cavallo del nero · e6 alfiere del nero · e5 alfiere del bianco · b4 re del bianco | 6 |
| 5 | e8 re del nero · a7 pedone del nero · b7 cavallo del nero · e6 alfiere del nero · e5 alfiere del bianco · b4 re del bianco | e8 re del nero · a7 pedone del nero · b7 cavallo del nero · e6 alfiere del nero · e5 alfiere del bianco · b4 re del bianco | e8 re del nero · a7 pedone del nero · b7 cavallo del nero · e6 alfiere del nero · e5 alfiere del bianco · b4 re del bianco | e8 re del nero · a7 pedone del nero · b7 cavallo del nero · e6 alfiere del nero · e5 alfiere del bianco · b4 re del bianco | e8 re del nero · a7 pedone del nero · b7 cavallo del nero · e6 alfiere del nero · e5 alfiere del bianco · b4 re del bianco | e8 re del nero · a7 pedone del nero · b7 cavallo del nero · e6 alfiere del nero · e5 alfiere del bianco · b4 re del bianco | e8 re del nero · a7 pedone del nero · b7 cavallo del nero · e6 alfiere del nero · e5 alfiere del bianco · b4 re del bianco | e8 re del nero · a7 pedone del nero · b7 cavallo del nero · e6 alfiere del nero · e5 alfiere del bianco · b4 re del bianco | 5 |
| 4 | e8 re del nero · a7 pedone del nero · b7 cavallo del nero · e6 alfiere del nero · e5 alfiere del bianco · b4 re del bianco | e8 re del nero · a7 pedone del nero · b7 cavallo del nero · e6 alfiere del nero · e5 alfiere del bianco · b4 re del bianco | e8 re del nero · a7 pedone del nero · b7 cavallo del nero · e6 alfiere del nero · e5 alfiere del bianco · b4 re del bianco | e8 re del nero · a7 pedone del nero · b7 cavallo del nero · e6 alfiere del nero · e5 alfiere del bianco · b4 re del bianco | e8 re del nero · a7 pedone del nero · b7 cavallo del nero · e6 alfiere del nero · e5 alfiere del bianco · b4 re del bianco | e8 re del nero · a7 pedone del nero · b7 cavallo del nero · e6 alfiere del nero · e5 alfiere del bianco · b4 re del bianco | e8 re del nero · a7 pedone del nero · b7 cavallo del nero · e6 alfiere del nero · e5 alfiere del bianco · b4 re del bianco | e8 re del nero · a7 pedone del nero · b7 cavallo del nero · e6 alfiere del nero · e5 alfiere del bianco · b4 re del bianco | 4 |
| 3 | e8 re del nero · a7 pedone del nero · b7 cavallo del nero · e6 alfiere del nero · e5 alfiere del bianco · b4 re del bianco | e8 re del nero · a7 pedone del nero · b7 cavallo del nero · e6 alfiere del nero · e5 alfiere del bianco · b4 re del bianco | e8 re del nero · a7 pedone del nero · b7 cavallo del nero · e6 alfiere del nero · e5 alfiere del bianco · b4 re del bianco | e8 re del nero · a7 pedone del nero · b7 cavallo del nero · e6 alfiere del nero · e5 alfiere del bianco · b4 re del bianco | e8 re del nero · a7 pedone del nero · b7 cavallo del nero · e6 alfiere del nero · e5 alfiere del bianco · b4 re del bianco | e8 re del nero · a7 pedone del nero · b7 cavallo del nero · e6 alfiere del nero · e5 alfiere del bianco · b4 re del bianco | e8 re del nero · a7 pedone del nero · b7 cavallo del nero · e6 alfiere del nero · e5 alfiere del bianco · b4 re del bianco | e8 re del nero · a7 pedone del nero · b7 cavallo del nero · e6 alfiere del nero · e5 alfiere del bianco · b4 re del bianco | 3 |
| 2 | e8 re del nero · a7 pedone del nero · b7 cavallo del nero · e6 alfiere del nero · e5 alfiere del bianco · b4 re del bianco | e8 re del nero · a7 pedone del nero · b7 cavallo del nero · e6 alfiere del nero · e5 alfiere del bianco · b4 re del bianco | e8 re del nero · a7 pedone del nero · b7 cavallo del nero · e6 alfiere del nero · e5 alfiere del bianco · b4 re del bianco | e8 re del nero · a7 pedone del nero · b7 cavallo del nero · e6 alfiere del nero · e5 alfiere del bianco · b4 re del bianco | e8 re del nero · a7 pedone del nero · b7 cavallo del nero · e6 alfiere del nero · e5 alfiere del bianco · b4 re del bianco | e8 re del nero · a7 pedone del nero · b7 cavallo del nero · e6 alfiere del nero · e5 alfiere del bianco · b4 re del bianco | e8 re del nero · a7 pedone del nero · b7 cavallo del nero · e6 alfiere del nero · e5 alfiere del bianco · b4 re del bianco | e8 re del nero · a7 pedone del nero · b7 cavallo del nero · e6 alfiere del nero · e5 alfiere del bianco · b4 re del bianco | 2 |
| 1 | e8 re del nero · a7 pedone del nero · b7 cavallo del nero · e6 alfiere del nero · e5 alfiere del bianco · b4 re del bianco | e8 re del nero · a7 pedone del nero · b7 cavallo del nero · e6 alfiere del nero · e5 alfiere del bianco · b4 re del bianco | e8 re del nero · a7 pedone del nero · b7 cavallo del nero · e6 alfiere del nero · e5 alfiere del bianco · b4 re del bianco | e8 re del nero · a7 pedone del nero · b7 cavallo del nero · e6 alfiere del nero · e5 alfiere del bianco · b4 re del bianco | e8 re del nero · a7 pedone del nero · b7 cavallo del nero · e6 alfiere del nero · e5 alfiere del bianco · b4 re del bianco | e8 re del nero · a7 pedone del nero · b7 cavallo del nero · e6 alfiere del nero · e5 alfiere del bianco · b4 re del bianco | e8 re del nero · a7 pedone del nero · b7 cavallo del nero · e6 alfiere del nero · e5 alfiere del bianco · b4 re del bianco | e8 re del nero · a7 pedone del nero · b7 cavallo del nero · e6 alfiere del nero · e5 alfiere del bianco · b4 re del bianco | 1 |
|   | a | b | c | d | e | f | g | h |   |

Soluzione:
1. Rb5!  Cd8
1. ...Ac8 2. Ab8 a5 3. Ac7 Ad7+ 4. Ra6 a4 5. Rxb7 patta teorica
2. Ab8!  Ad7+  3. Ra6  Ac8+

4. Rxa7  Cc6+  5. Rb6!  Cxb8

|   | a | b | c | d | e | f | g | h |   |
| 8 | c8 re del bianco · a7 alfiere del bianco · a6 re del nero · d6 pedone del nero · f6 pedone del nero · a5 pedone del nero · b5 cavallo del bianco · e5 pedone del nero · a4 pedone del nero · b4 alfiere del nero · c4 alfiere del bianco · d4 pedone del nero · e4 pedone del nero · a3 torre del nero · b3 torre del nero · a2 cavallo del bianco · f1 donna del bianco | c8 re del bianco · a7 alfiere del bianco · a6 re del nero · d6 pedone del nero · f6 pedone del nero · a5 pedone del nero · b5 cavallo del bianco · e5 pedone del nero · a4 pedone del nero · b4 alfiere del nero · c4 alfiere del bianco · d4 pedone del nero · e4 pedone del nero · a3 torre del nero · b3 torre del nero · a2 cavallo del bianco · f1 donna del bianco | c8 re del bianco · a7 alfiere del bianco · a6 re del nero · d6 pedone del nero · f6 pedone del nero · a5 pedone del nero · b5 cavallo del bianco · e5 pedone del nero · a4 pedone del nero · b4 alfiere del nero · c4 alfiere del bianco · d4 pedone del nero · e4 pedone del nero · a3 torre del nero · b3 torre del nero · a2 cavallo del bianco · f1 donna del bianco | c8 re del bianco · a7 alfiere del bianco · a6 re del nero · d6 pedone del nero · f6 pedone del nero · a5 pedone del nero · b5 cavallo del bianco · e5 pedone del nero · a4 pedone del nero · b4 alfiere del nero · c4 alfiere del bianco · d4 pedone del nero · e4 pedone del nero · a3 torre del nero · b3 torre del nero · a2 cavallo del bianco · f1 donna del bianco | c8 re del bianco · a7 alfiere del bianco · a6 re del nero · d6 pedone del nero · f6 pedone del nero · a5 pedone del nero · b5 cavallo del bianco · e5 pedone del nero · a4 pedone del nero · b4 alfiere del nero · c4 alfiere del bianco · d4 pedone del nero · e4 pedone del nero · a3 torre del nero · b3 torre del nero · a2 cavallo del bianco · f1 donna del bianco | c8 re del bianco · a7 alfiere del bianco · a6 re del nero · d6 pedone del nero · f6 pedone del nero · a5 pedone del nero · b5 cavallo del bianco · e5 pedone del nero · a4 pedone del nero · b4 alfiere del nero · c4 alfiere del bianco · d4 pedone del nero · e4 pedone del nero · a3 torre del nero · b3 torre del nero · a2 cavallo del bianco · f1 donna del bianco | c8 re del bianco · a7 alfiere del bianco · a6 re del nero · d6 pedone del nero · f6 pedone del nero · a5 pedone del nero · b5 cavallo del bianco · e5 pedone del nero · a4 pedone del nero · b4 alfiere del nero · c4 alfiere del bianco · d4 pedone del nero · e4 pedone del nero · a3 torre del nero · b3 torre del nero · a2 cavallo del bianco · f1 donna del bianco | c8 re del bianco · a7 alfiere del bianco · a6 re del nero · d6 pedone del nero · f6 pedone del nero · a5 pedone del nero · b5 cavallo del bianco · e5 pedone del nero · a4 pedone del nero · b4 alfiere del nero · c4 alfiere del bianco · d4 pedone del nero · e4 pedone del nero · a3 torre del nero · b3 torre del nero · a2 cavallo del bianco · f1 donna del bianco | 8 |
| 7 | c8 re del bianco · a7 alfiere del bianco · a6 re del nero · d6 pedone del nero · f6 pedone del nero · a5 pedone del nero · b5 cavallo del bianco · e5 pedone del nero · a4 pedone del nero · b4 alfiere del nero · c4 alfiere del bianco · d4 pedone del nero · e4 pedone del nero · a3 torre del nero · b3 torre del nero · a2 cavallo del bianco · f1 donna del bianco | c8 re del bianco · a7 alfiere del bianco · a6 re del nero · d6 pedone del nero · f6 pedone del nero · a5 pedone del nero · b5 cavallo del bianco · e5 pedone del nero · a4 pedone del nero · b4 alfiere del nero · c4 alfiere del bianco · d4 pedone del nero · e4 pedone del nero · a3 torre del nero · b3 torre del nero · a2 cavallo del bianco · f1 donna del bianco | c8 re del bianco · a7 alfiere del bianco · a6 re del nero · d6 pedone del nero · f6 pedone del nero · a5 pedone del nero · b5 cavallo del bianco · e5 pedone del nero · a4 pedone del nero · b4 alfiere del nero · c4 alfiere del bianco · d4 pedone del nero · e4 pedone del nero · a3 torre del nero · b3 torre del nero · a2 cavallo del bianco · f1 donna del bianco | c8 re del bianco · a7 alfiere del bianco · a6 re del nero · d6 pedone del nero · f6 pedone del nero · a5 pedone del nero · b5 cavallo del bianco · e5 pedone del nero · a4 pedone del nero · b4 alfiere del nero · c4 alfiere del bianco · d4 pedone del nero · e4 pedone del nero · a3 torre del nero · b3 torre del nero · a2 cavallo del bianco · f1 donna del bianco | c8 re del bianco · a7 alfiere del bianco · a6 re del nero · d6 pedone del nero · f6 pedone del nero · a5 pedone del nero · b5 cavallo del bianco · e5 pedone del nero · a4 pedone del nero · b4 alfiere del nero · c4 alfiere del bianco · d4 pedone del nero · e4 pedone del nero · a3 torre del nero · b3 torre del nero · a2 cavallo del bianco · f1 donna del bianco | c8 re del bianco · a7 alfiere del bianco · a6 re del nero · d6 pedone del nero · f6 pedone del nero · a5 pedone del nero · b5 cavallo del bianco · e5 pedone del nero · a4 pedone del nero · b4 alfiere del nero · c4 alfiere del bianco · d4 pedone del nero · e4 pedone del nero · a3 torre del nero · b3 torre del nero · a2 cavallo del bianco · f1 donna del bianco | c8 re del bianco · a7 alfiere del bianco · a6 re del nero · d6 pedone del nero · f6 pedone del nero · a5 pedone del nero · b5 cavallo del bianco · e5 pedone del nero · a4 pedone del nero · b4 alfiere del nero · c4 alfiere del bianco · d4 pedone del nero · e4 pedone del nero · a3 torre del nero · b3 torre del nero · a2 cavallo del bianco · f1 donna del bianco | c8 re del bianco · a7 alfiere del bianco · a6 re del nero · d6 pedone del nero · f6 pedone del nero · a5 pedone del nero · b5 cavallo del bianco · e5 pedone del nero · a4 pedone del nero · b4 alfiere del nero · c4 alfiere del bianco · d4 pedone del nero · e4 pedone del nero · a3 torre del nero · b3 torre del nero · a2 cavallo del bianco · f1 donna del bianco | 7 |
| 6 | c8 re del bianco · a7 alfiere del bianco · a6 re del nero · d6 pedone del nero · f6 pedone del nero · a5 pedone del nero · b5 cavallo del bianco · e5 pedone del nero · a4 pedone del nero · b4 alfiere del nero · c4 alfiere del bianco · d4 pedone del nero · e4 pedone del nero · a3 torre del nero · b3 torre del nero · a2 cavallo del bianco · f1 donna del bianco | c8 re del bianco · a7 alfiere del bianco · a6 re del nero · d6 pedone del nero · f6 pedone del nero · a5 pedone del nero · b5 cavallo del bianco · e5 pedone del nero · a4 pedone del nero · b4 alfiere del nero · c4 alfiere del bianco · d4 pedone del nero · e4 pedone del nero · a3 torre del nero · b3 torre del nero · a2 cavallo del bianco · f1 donna del bianco | c8 re del bianco · a7 alfiere del bianco · a6 re del nero · d6 pedone del nero · f6 pedone del nero · a5 pedone del nero · b5 cavallo del bianco · e5 pedone del nero · a4 pedone del nero · b4 alfiere del nero · c4 alfiere del bianco · d4 pedone del nero · e4 pedone del nero · a3 torre del nero · b3 torre del nero · a2 cavallo del bianco · f1 donna del bianco | c8 re del bianco · a7 alfiere del bianco · a6 re del nero · d6 pedone del nero · f6 pedone del nero · a5 pedone del nero · b5 cavallo del bianco · e5 pedone del nero · a4 pedone del nero · b4 alfiere del nero · c4 alfiere del bianco · d4 pedone del nero · e4 pedone del nero · a3 torre del nero · b3 torre del nero · a2 cavallo del bianco · f1 donna del bianco | c8 re del bianco · a7 alfiere del bianco · a6 re del nero · d6 pedone del nero · f6 pedone del nero · a5 pedone del nero · b5 cavallo del bianco · e5 pedone del nero · a4 pedone del nero · b4 alfiere del nero · c4 alfiere del bianco · d4 pedone del nero · e4 pedone del nero · a3 torre del nero · b3 torre del nero · a2 cavallo del bianco · f1 donna del bianco | c8 re del bianco · a7 alfiere del bianco · a6 re del nero · d6 pedone del nero · f6 pedone del nero · a5 pedone del nero · b5 cavallo del bianco · e5 pedone del nero · a4 pedone del nero · b4 alfiere del nero · c4 alfiere del bianco · d4 pedone del nero · e4 pedone del nero · a3 torre del nero · b3 torre del nero · a2 cavallo del bianco · f1 donna del bianco | c8 re del bianco · a7 alfiere del bianco · a6 re del nero · d6 pedone del nero · f6 pedone del nero · a5 pedone del nero · b5 cavallo del bianco · e5 pedone del nero · a4 pedone del nero · b4 alfiere del nero · c4 alfiere del bianco · d4 pedone del nero · e4 pedone del nero · a3 torre del nero · b3 torre del nero · a2 cavallo del bianco · f1 donna del bianco | c8 re del bianco · a7 alfiere del bianco · a6 re del nero · d6 pedone del nero · f6 pedone del nero · a5 pedone del nero · b5 cavallo del bianco · e5 pedone del nero · a4 pedone del nero · b4 alfiere del nero · c4 alfiere del bianco · d4 pedone del nero · e4 pedone del nero · a3 torre del nero · b3 torre del nero · a2 cavallo del bianco · f1 donna del bianco | 6 |
| 5 | c8 re del bianco · a7 alfiere del bianco · a6 re del nero · d6 pedone del nero · f6 pedone del nero · a5 pedone del nero · b5 cavallo del bianco · e5 pedone del nero · a4 pedone del nero · b4 alfiere del nero · c4 alfiere del bianco · d4 pedone del nero · e4 pedone del nero · a3 torre del nero · b3 torre del nero · a2 cavallo del bianco · f1 donna del bianco | c8 re del bianco · a7 alfiere del bianco · a6 re del nero · d6 pedone del nero · f6 pedone del nero · a5 pedone del nero · b5 cavallo del bianco · e5 pedone del nero · a4 pedone del nero · b4 alfiere del nero · c4 alfiere del bianco · d4 pedone del nero · e4 pedone del nero · a3 torre del nero · b3 torre del nero · a2 cavallo del bianco · f1 donna del bianco | c8 re del bianco · a7 alfiere del bianco · a6 re del nero · d6 pedone del nero · f6 pedone del nero · a5 pedone del nero · b5 cavallo del bianco · e5 pedone del nero · a4 pedone del nero · b4 alfiere del nero · c4 alfiere del bianco · d4 pedone del nero · e4 pedone del nero · a3 torre del nero · b3 torre del nero · a2 cavallo del bianco · f1 donna del bianco | c8 re del bianco · a7 alfiere del bianco · a6 re del nero · d6 pedone del nero · f6 pedone del nero · a5 pedone del nero · b5 cavallo del bianco · e5 pedone del nero · a4 pedone del nero · b4 alfiere del nero · c4 alfiere del bianco · d4 pedone del nero · e4 pedone del nero · a3 torre del nero · b3 torre del nero · a2 cavallo del bianco · f1 donna del bianco | c8 re del bianco · a7 alfiere del bianco · a6 re del nero · d6 pedone del nero · f6 pedone del nero · a5 pedone del nero · b5 cavallo del bianco · e5 pedone del nero · a4 pedone del nero · b4 alfiere del nero · c4 alfiere del bianco · d4 pedone del nero · e4 pedone del nero · a3 torre del nero · b3 torre del nero · a2 cavallo del bianco · f1 donna del bianco | c8 re del bianco · a7 alfiere del bianco · a6 re del nero · d6 pedone del nero · f6 pedone del nero · a5 pedone del nero · b5 cavallo del bianco · e5 pedone del nero · a4 pedone del nero · b4 alfiere del nero · c4 alfiere del bianco · d4 pedone del nero · e4 pedone del nero · a3 torre del nero · b3 torre del nero · a2 cavallo del bianco · f1 donna del bianco | c8 re del bianco · a7 alfiere del bianco · a6 re del nero · d6 pedone del nero · f6 pedone del nero · a5 pedone del nero · b5 cavallo del bianco · e5 pedone del nero · a4 pedone del nero · b4 alfiere del nero · c4 alfiere del bianco · d4 pedone del nero · e4 pedone del nero · a3 torre del nero · b3 torre del nero · a2 cavallo del bianco · f1 donna del bianco | c8 re del bianco · a7 alfiere del bianco · a6 re del nero · d6 pedone del nero · f6 pedone del nero · a5 pedone del nero · b5 cavallo del bianco · e5 pedone del nero · a4 pedone del nero · b4 alfiere del nero · c4 alfiere del bianco · d4 pedone del nero · e4 pedone del nero · a3 torre del nero · b3 torre del nero · a2 cavallo del bianco · f1 donna del bianco | 5 |
| 4 | c8 re del bianco · a7 alfiere del bianco · a6 re del nero · d6 pedone del nero · f6 pedone del nero · a5 pedone del nero · b5 cavallo del bianco · e5 pedone del nero · a4 pedone del nero · b4 alfiere del nero · c4 alfiere del bianco · d4 pedone del nero · e4 pedone del nero · a3 torre del nero · b3 torre del nero · a2 cavallo del bianco · f1 donna del bianco | c8 re del bianco · a7 alfiere del bianco · a6 re del nero · d6 pedone del nero · f6 pedone del nero · a5 pedone del nero · b5 cavallo del bianco · e5 pedone del nero · a4 pedone del nero · b4 alfiere del nero · c4 alfiere del bianco · d4 pedone del nero · e4 pedone del nero · a3 torre del nero · b3 torre del nero · a2 cavallo del bianco · f1 donna del bianco | c8 re del bianco · a7 alfiere del bianco · a6 re del nero · d6 pedone del nero · f6 pedone del nero · a5 pedone del nero · b5 cavallo del bianco · e5 pedone del nero · a4 pedone del nero · b4 alfiere del nero · c4 alfiere del bianco · d4 pedone del nero · e4 pedone del nero · a3 torre del nero · b3 torre del nero · a2 cavallo del bianco · f1 donna del bianco | c8 re del bianco · a7 alfiere del bianco · a6 re del nero · d6 pedone del nero · f6 pedone del nero · a5 pedone del nero · b5 cavallo del bianco · e5 pedone del nero · a4 pedone del nero · b4 alfiere del nero · c4 alfiere del bianco · d4 pedone del nero · e4 pedone del nero · a3 torre del nero · b3 torre del nero · a2 cavallo del bianco · f1 donna del bianco | c8 re del bianco · a7 alfiere del bianco · a6 re del nero · d6 pedone del nero · f6 pedone del nero · a5 pedone del nero · b5 cavallo del bianco · e5 pedone del nero · a4 pedone del nero · b4 alfiere del nero · c4 alfiere del bianco · d4 pedone del nero · e4 pedone del nero · a3 torre del nero · b3 torre del nero · a2 cavallo del bianco · f1 donna del bianco | c8 re del bianco · a7 alfiere del bianco · a6 re del nero · d6 pedone del nero · f6 pedone del nero · a5 pedone del nero · b5 cavallo del bianco · e5 pedone del nero · a4 pedone del nero · b4 alfiere del nero · c4 alfiere del bianco · d4 pedone del nero · e4 pedone del nero · a3 torre del nero · b3 torre del nero · a2 cavallo del bianco · f1 donna del bianco | c8 re del bianco · a7 alfiere del bianco · a6 re del nero · d6 pedone del nero · f6 pedone del nero · a5 pedone del nero · b5 cavallo del bianco · e5 pedone del nero · a4 pedone del nero · b4 alfiere del nero · c4 alfiere del bianco · d4 pedone del nero · e4 pedone del nero · a3 torre del nero · b3 torre del nero · a2 cavallo del bianco · f1 donna del bianco | c8 re del bianco · a7 alfiere del bianco · a6 re del nero · d6 pedone del nero · f6 pedone del nero · a5 pedone del nero · b5 cavallo del bianco · e5 pedone del nero · a4 pedone del nero · b4 alfiere del nero · c4 alfiere del bianco · d4 pedone del nero · e4 pedone del nero · a3 torre del nero · b3 torre del nero · a2 cavallo del bianco · f1 donna del bianco | 4 |
| 3 | c8 re del bianco · a7 alfiere del bianco · a6 re del nero · d6 pedone del nero · f6 pedone del nero · a5 pedone del nero · b5 cavallo del bianco · e5 pedone del nero · a4 pedone del nero · b4 alfiere del nero · c4 alfiere del bianco · d4 pedone del nero · e4 pedone del nero · a3 torre del nero · b3 torre del nero · a2 cavallo del bianco · f1 donna del bianco | c8 re del bianco · a7 alfiere del bianco · a6 re del nero · d6 pedone del nero · f6 pedone del nero · a5 pedone del nero · b5 cavallo del bianco · e5 pedone del nero · a4 pedone del nero · b4 alfiere del nero · c4 alfiere del bianco · d4 pedone del nero · e4 pedone del nero · a3 torre del nero · b3 torre del nero · a2 cavallo del bianco · f1 donna del bianco | c8 re del bianco · a7 alfiere del bianco · a6 re del nero · d6 pedone del nero · f6 pedone del nero · a5 pedone del nero · b5 cavallo del bianco · e5 pedone del nero · a4 pedone del nero · b4 alfiere del nero · c4 alfiere del bianco · d4 pedone del nero · e4 pedone del nero · a3 torre del nero · b3 torre del nero · a2 cavallo del bianco · f1 donna del bianco | c8 re del bianco · a7 alfiere del bianco · a6 re del nero · d6 pedone del nero · f6 pedone del nero · a5 pedone del nero · b5 cavallo del bianco · e5 pedone del nero · a4 pedone del nero · b4 alfiere del nero · c4 alfiere del bianco · d4 pedone del nero · e4 pedone del nero · a3 torre del nero · b3 torre del nero · a2 cavallo del bianco · f1 donna del bianco | c8 re del bianco · a7 alfiere del bianco · a6 re del nero · d6 pedone del nero · f6 pedone del nero · a5 pedone del nero · b5 cavallo del bianco · e5 pedone del nero · a4 pedone del nero · b4 alfiere del nero · c4 alfiere del bianco · d4 pedone del nero · e4 pedone del nero · a3 torre del nero · b3 torre del nero · a2 cavallo del bianco · f1 donna del bianco | c8 re del bianco · a7 alfiere del bianco · a6 re del nero · d6 pedone del nero · f6 pedone del nero · a5 pedone del nero · b5 cavallo del bianco · e5 pedone del nero · a4 pedone del nero · b4 alfiere del nero · c4 alfiere del bianco · d4 pedone del nero · e4 pedone del nero · a3 torre del nero · b3 torre del nero · a2 cavallo del bianco · f1 donna del bianco | c8 re del bianco · a7 alfiere del bianco · a6 re del nero · d6 pedone del nero · f6 pedone del nero · a5 pedone del nero · b5 cavallo del bianco · e5 pedone del nero · a4 pedone del nero · b4 alfiere del nero · c4 alfiere del bianco · d4 pedone del nero · e4 pedone del nero · a3 torre del nero · b3 torre del nero · a2 cavallo del bianco · f1 donna del bianco | c8 re del bianco · a7 alfiere del bianco · a6 re del nero · d6 pedone del nero · f6 pedone del nero · a5 pedone del nero · b5 cavallo del bianco · e5 pedone del nero · a4 pedone del nero · b4 alfiere del nero · c4 alfiere del bianco · d4 pedone del nero · e4 pedone del nero · a3 torre del nero · b3 torre del nero · a2 cavallo del bianco · f1 donna del bianco | 3 |
| 2 | c8 re del bianco · a7 alfiere del bianco · a6 re del nero · d6 pedone del nero · f6 pedone del nero · a5 pedone del nero · b5 cavallo del bianco · e5 pedone del nero · a4 pedone del nero · b4 alfiere del nero · c4 alfiere del bianco · d4 pedone del nero · e4 pedone del nero · a3 torre del nero · b3 torre del nero · a2 cavallo del bianco · f1 donna del bianco | c8 re del bianco · a7 alfiere del bianco · a6 re del nero · d6 pedone del nero · f6 pedone del nero · a5 pedone del nero · b5 cavallo del bianco · e5 pedone del nero · a4 pedone del nero · b4 alfiere del nero · c4 alfiere del bianco · d4 pedone del nero · e4 pedone del nero · a3 torre del nero · b3 torre del nero · a2 cavallo del bianco · f1 donna del bianco | c8 re del bianco · a7 alfiere del bianco · a6 re del nero · d6 pedone del nero · f6 pedone del nero · a5 pedone del nero · b5 cavallo del bianco · e5 pedone del nero · a4 pedone del nero · b4 alfiere del nero · c4 alfiere del bianco · d4 pedone del nero · e4 pedone del nero · a3 torre del nero · b3 torre del nero · a2 cavallo del bianco · f1 donna del bianco | c8 re del bianco · a7 alfiere del bianco · a6 re del nero · d6 pedone del nero · f6 pedone del nero · a5 pedone del nero · b5 cavallo del bianco · e5 pedone del nero · a4 pedone del nero · b4 alfiere del nero · c4 alfiere del bianco · d4 pedone del nero · e4 pedone del nero · a3 torre del nero · b3 torre del nero · a2 cavallo del bianco · f1 donna del bianco | c8 re del bianco · a7 alfiere del bianco · a6 re del nero · d6 pedone del nero · f6 pedone del nero · a5 pedone del nero · b5 cavallo del bianco · e5 pedone del nero · a4 pedone del nero · b4 alfiere del nero · c4 alfiere del bianco · d4 pedone del nero · e4 pedone del nero · a3 torre del nero · b3 torre del nero · a2 cavallo del bianco · f1 donna del bianco | c8 re del bianco · a7 alfiere del bianco · a6 re del nero · d6 pedone del nero · f6 pedone del nero · a5 pedone del nero · b5 cavallo del bianco · e5 pedone del nero · a4 pedone del nero · b4 alfiere del nero · c4 alfiere del bianco · d4 pedone del nero · e4 pedone del nero · a3 torre del nero · b3 torre del nero · a2 cavallo del bianco · f1 donna del bianco | c8 re del bianco · a7 alfiere del bianco · a6 re del nero · d6 pedone del nero · f6 pedone del nero · a5 pedone del nero · b5 cavallo del bianco · e5 pedone del nero · a4 pedone del nero · b4 alfiere del nero · c4 alfiere del bianco · d4 pedone del nero · e4 pedone del nero · a3 torre del nero · b3 torre del nero · a2 cavallo del bianco · f1 donna del bianco | c8 re del bianco · a7 alfiere del bianco · a6 re del nero · d6 pedone del nero · f6 pedone del nero · a5 pedone del nero · b5 cavallo del bianco · e5 pedone del nero · a4 pedone del nero · b4 alfiere del nero · c4 alfiere del bianco · d4 pedone del nero · e4 pedone del nero · a3 torre del nero · b3 torre del nero · a2 cavallo del bianco · f1 donna del bianco | 2 |
| 1 | c8 re del bianco · a7 alfiere del bianco · a6 re del nero · d6 pedone del nero · f6 pedone del nero · a5 pedone del nero · b5 cavallo del bianco · e5 pedone del nero · a4 pedone del nero · b4 alfiere del nero · c4 alfiere del bianco · d4 pedone del nero · e4 pedone del nero · a3 torre del nero · b3 torre del nero · a2 cavallo del bianco · f1 donna del bianco | c8 re del bianco · a7 alfiere del bianco · a6 re del nero · d6 pedone del nero · f6 pedone del nero · a5 pedone del nero · b5 cavallo del bianco · e5 pedone del nero · a4 pedone del nero · b4 alfiere del nero · c4 alfiere del bianco · d4 pedone del nero · e4 pedone del nero · a3 torre del nero · b3 torre del nero · a2 cavallo del bianco · f1 donna del bianco | c8 re del bianco · a7 alfiere del bianco · a6 re del nero · d6 pedone del nero · f6 pedone del nero · a5 pedone del nero · b5 cavallo del bianco · e5 pedone del nero · a4 pedone del nero · b4 alfiere del nero · c4 alfiere del bianco · d4 pedone del nero · e4 pedone del nero · a3 torre del nero · b3 torre del nero · a2 cavallo del bianco · f1 donna del bianco | c8 re del bianco · a7 alfiere del bianco · a6 re del nero · d6 pedone del nero · f6 pedone del nero · a5 pedone del nero · b5 cavallo del bianco · e5 pedone del nero · a4 pedone del nero · b4 alfiere del nero · c4 alfiere del bianco · d4 pedone del nero · e4 pedone del nero · a3 torre del nero · b3 torre del nero · a2 cavallo del bianco · f1 donna del bianco | c8 re del bianco · a7 alfiere del bianco · a6 re del nero · d6 pedone del nero · f6 pedone del nero · a5 pedone del nero · b5 cavallo del bianco · e5 pedone del nero · a4 pedone del nero · b4 alfiere del nero · c4 alfiere del bianco · d4 pedone del nero · e4 pedone del nero · a3 torre del nero · b3 torre del nero · a2 cavallo del bianco · f1 donna del bianco | c8 re del bianco · a7 alfiere del bianco · a6 re del nero · d6 pedone del nero · f6 pedone del nero · a5 pedone del nero · b5 cavallo del bianco · e5 pedone del nero · a4 pedone del nero · b4 alfiere del nero · c4 alfiere del bianco · d4 pedone del nero · e4 pedone del nero · a3 torre del nero · b3 torre del nero · a2 cavallo del bianco · f1 donna del bianco | c8 re del bianco · a7 alfiere del bianco · a6 re del nero · d6 pedone del nero · f6 pedone del nero · a5 pedone del nero · b5 cavallo del bianco · e5 pedone del nero · a4 pedone del nero · b4 alfiere del nero · c4 alfiere del bianco · d4 pedone del nero · e4 pedone del nero · a3 torre del nero · b3 torre del nero · a2 cavallo del bianco · f1 donna del bianco | c8 re del bianco · a7 alfiere del bianco · a6 re del nero · d6 pedone del nero · f6 pedone del nero · a5 pedone del nero · b5 cavallo del bianco · e5 pedone del nero · a4 pedone del nero · b4 alfiere del nero · c4 alfiere del bianco · d4 pedone del nero · e4 pedone del nero · a3 torre del nero · b3 torre del nero · a2 cavallo del bianco · f1 donna del bianco | 1 |
|   | a | b | c | d | e | f | g | h |   |

Soluzione:
1. C2c3!  (min. 2. Cd5 e 3. Cc7#)
1... Txc3  2. Rb8 Txc4/d5  3. Cc7#

1... Axc3  2. Ac5! dxc5  3. Dxf6#

1... dxc3  2. Ad5 ∼  3. Ab7#